# Оттілі Родерштайн
Оттіліє Вільгельміна Родерштайн (* 22 квітня 1859, Енге, сьогодні: округ Цюриха — 26 листопада 1937, Гофгайм-ам-Таунус) — німецько-швейцарська художниця, художниця між традицією та сучасністю.
Вона досягла великого успіху, передусім, у портретному живописі і протягом багатьох років була представлена в Паризькому салоні. Ранні картини ще мають почерк її вчителів із Цюріха, Берліна та Парижа. Вона швидко розвинула власний стиль і жила незалежним життям. Оскільки вона та її партнерка Елізабет Вінтергальтер мусили подолати великі перешкоди, щоб досягти своїх життєвих цілей, пізніше вони підтримували інших жінок, які бажали навчатися та фінансувати самостійне життя.

## Життя та творчість

### Молодь та освіта в Цюриху

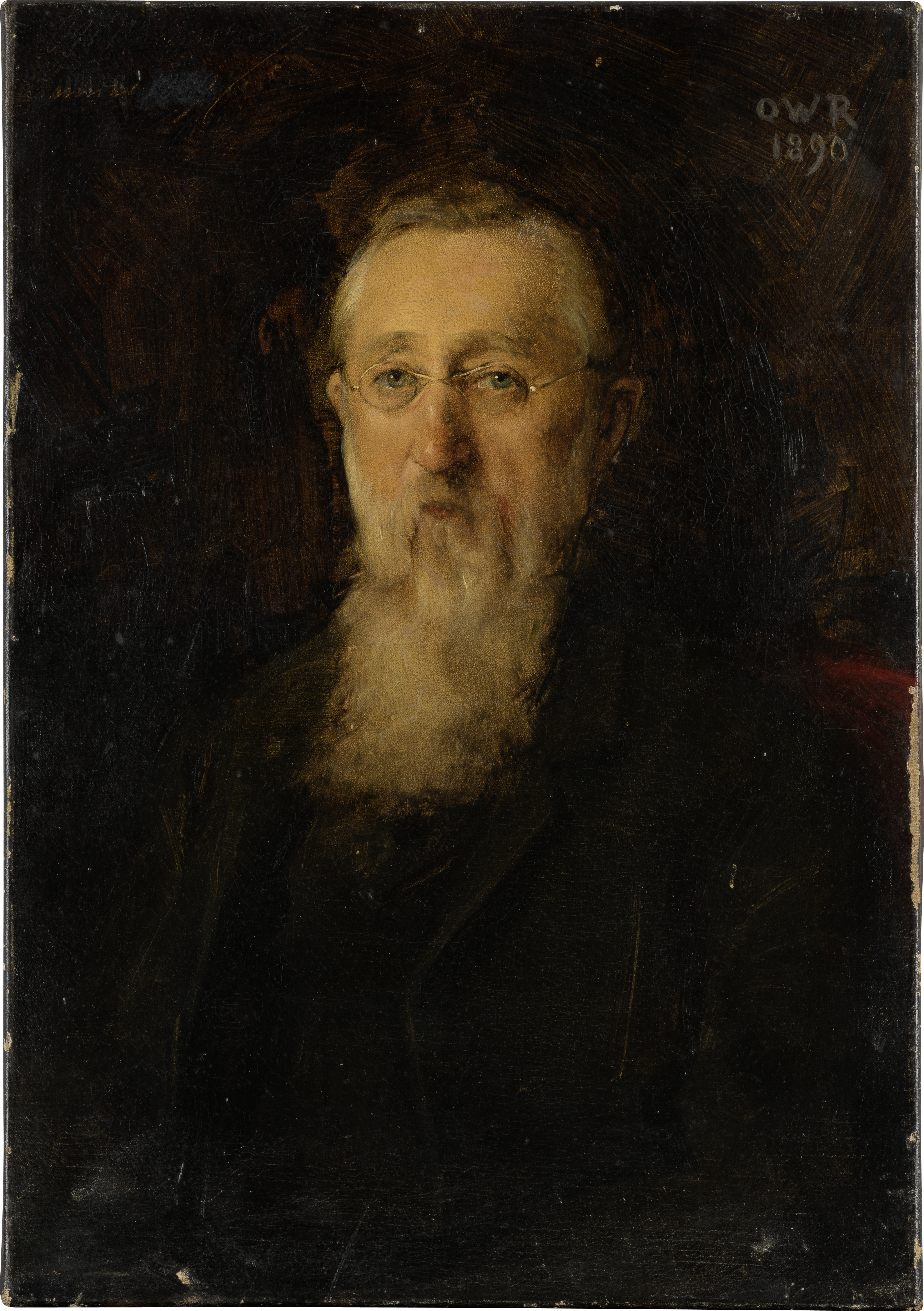
Портрет Рейнхарда Родерштайна, батька художниці, 1889

Оттілі Родерштайн народилася в Цюріху як друга дочка купця Рейнхарда Родерштайна та його дружини Альвіни. Родина Родерштайнів походила з Рейнланду. У 1857 році вони переїхали до Цюриха, оскільки Рейнхард Родерштайн став представником текстильної фірми з Бармена. Вона виросла разом зі своїми сестрами Йоганною та Геленою в заможній родині на вулиці Фогельзангштрассе, 204. Її брат-близнюк Отто Людвіг помер незабаром після народження.
Швейцарський художник Едуард Пфіффер (1836—1899) у 1869 році намалював портрети родини Родерштайн. Це, а також відвідування з батьками музеїв Мюнхена, пробудило в Оттілі Родерштайн бажання самостійно займатися живописом. Однак через суспільні конвенції того часу Родерштайн не могла отримати освіту художниці. Особливо її мати противилася бажанню дочки, тому, за власними словами Родерштайн, їй довелося вести «важкі бої», поки батько нарешті погодився на її навчання. У 1876 році Родерштайн почала навчатися живопису в майстерні Пфіффера в Цюриху. Там вона також познайомилася з Луїзою-Катериною Бреслау і Марією Зоммергофф (пізніше Бертух), з якими вона підтримувала зв'язки протягом усього життя.

### Берлін
Незабаром проявився її талант портретистки, і вона почала прагнути до подальшого художнього розвитку. Шлюб її сестри Йоганни з берлінським бізнесменом Воосом дав Родерштайн можливість жити в будинку сестри. Наприкінці 1879 року вона почала завершувати свою освіту в жіночому класі Берлінської академії мистецтв у Карла Гуссова. Тут вона познайомилася зі своєю подругою Анні Гопф (1861—1918), яка також брала уроки у Гуссова. В майстерні Гуссова вона подружилася з Гільдегард Ленерт, Геленою фон Менсгаузен, Сузе фон Натузіус, Сабіною Лепсіус і Кларою фон Раппард. У 1882 році Родерштайн провела свою першу виставку в цюріхській галереї, яка отримала позитивні відгуки в пресі.

### Париж і Цюрих

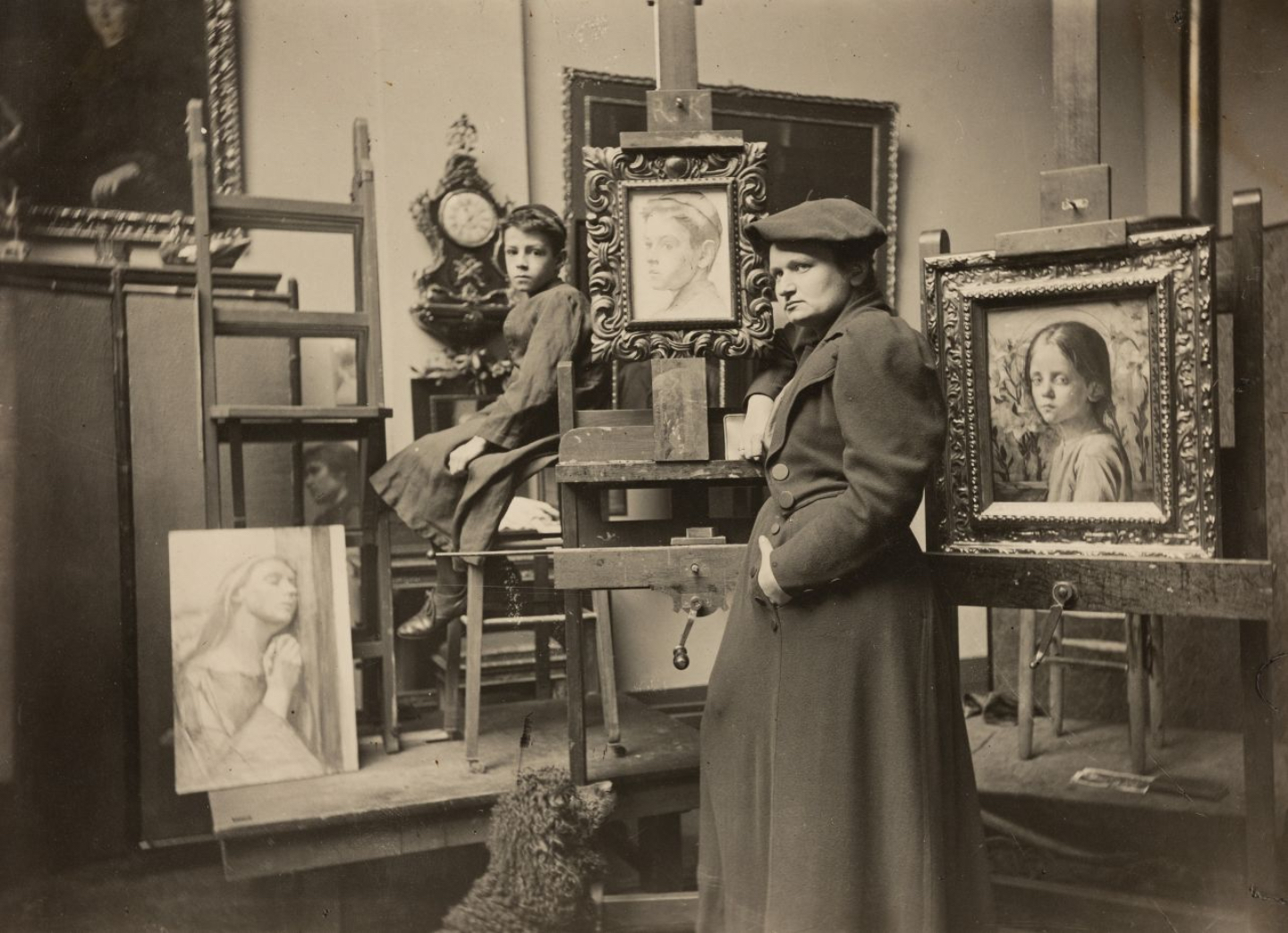
Фотографія Оттілі Родерштайн у студії художньої школи Штеделя у Франкфурті-на-Майні, близько 1887 року

Анні Гопф переїхала до Парижа в 1882 році, і Родерштайн запитала її батьків, чи може вона також переїхати туди. Протягом кількох років Родерштайн працювала та навчалася в студіях Еміля Огюста Каролюса-Дюрана та Жан-Жака Еннера. Вона була однією з перших художниць, які ввечері вивчали живопис оголеного тіла, що в той час вважалося непристойним для жінок. До кінця свого перебування в Парижі в 1887 році Родерштайн зуміла заробляти на життя замовними роботами та продажем своїх картин, завдяки чому стала фінансово незалежною від батьківського дому. Вона навіть змогла дозволити собі студію. Першою її ученицею була Мадлен Сміт.
Навесні 1887 року Родерштайн повернулася до Цюриха. Однак вона залишалася у своїй студії в Парижі до 1914 року. Вона була нагороджена срібною медаллю на Всесвітній виставці в Парижі 1889 року та на Всесвітній виставці в Парижі 1900 року.

### Франкфурт-на-Майні
Влітку 1885 року в Цюріху Родерштайн познайомилася з гінекологом і хірургом Елізабет Вінтергальтер. У 1891 році вони оселилися у Франкфурті-на-Майні в спільній квартирі на Бляйхштрассе, Родерштайн орендувала майстерню на Хохштрассе 40 і незабаром отримала численні замовлення. Вінтергальтер стала першою лікаркою і акушеркою у Франкфурті. Обидві регулярно брали участь у зустрічах у будинку Гольдшмідтів. Разом з Анні Едінгер, уродженою Гольдшмідт, вони займалися питаннями освіти жінок та їхнього загального благополуччя. Серед іншого, вони домоглися створення у Франкфурті першої міської гімназії для дівчат у школі Шиллера, де в 1911 році перші вісім дівчат склали іспити на атестат зрілості. У 1913 році Оттілі Родерштайн була засновницею і членом правління Жіночого художнього союзу, заснованого у Франкфурті-на-Майні навколо Кете Кольвіц.

### Гофгайм-ам-Таунус
У 1907 році Родерштайн і Вінтерхальтер переїхали до Гофгайма-на-Таунусі. Родерштайн брала участь у німецьких, швейцарських та французьких художніх виставках. Її роботи добре продавалися, і вона пропонувала навчання художникам-початківцям у своїй студії в Гофгаймі, таким як Матильда Баттенберг, Фріда Бланка фон Йоден, та Ганна Беккер фон Рат. Оттілі Родерштайн була членом Німецької асоціації художників та Франкфуртсько-Кронберзької асоціації художників. Разом з Паулем Клімшем та Рудольфом Гудденом вона кілька разів виставлялася в будівлі Франкфуртської художньої асоціації.

### Смерть
Оттілі Родерштайн померла у Гофгаймі 26 листопада 1937 року у віці 78 років. Її поховали разом з Елізабет Вінтергальтер у почесній могилі на кладовищі Вальдфрідгоф у Гофгаймі. Вінтергальтер, яка прожила до 1952 року, керувала мистецькою спадщиною Родерштайн та спільним фондом Родерштайн-Вінтерхальтер. Після смерті Вінтергальтер в 1952 році фонд було передано до фонду Гойсенштамма.

### Значення
Окрім безумовного прагнення бути художницею, Родерштайн хотіла за допомогою свого живопису вести незалежне життя. Тому вона не експериментувала у портретному живописі, а орієнтувалася на популярний традиційний стиль. Еллінор Ландманн все ж засвідчила її ґрунтовні знання з історії мистецтва, велику віртуозність і талант створювати у своїх картинах «вражаючий ефект». У свій час вона була дуже успішною, але нащадки втратили інтерес до її творів, тому сьогодні вона майже невідома. На відміну від своїх сучасників, чиї твори зберігаються в сховищах Франкфуртського Штеделя, твори Родерштайн з 2012 року досить широко представлені.

### Почесні звання
У 1929 році з нагоди свого 70-річчя Родерштайн була удостоєна звання почесної громадянки міста Гофгайм і нагороджена почесною медаллю. Її було обрано почесним членом як Франкфуртською асоціацією художників, так і франкфуртським відділенням Асоціації німецьких жінок-художниць та любителів мистецтва. Вулиця Родерштайн у Гофгаймі та Оттілі-Родерштайн-Плац у Гаттерсгаймі названі на честь Родерштайн.
У 2021 році Міністерство науки і мистецтва землі Гессен вперше нагородило дев'ять стипендій імені Оттілі Родерштайн.

## Твори (вибірка)
- Оттілі В. Родерштайн, Портрет доктора Елізабет Вінтергальтер, 1887–1888, Музей Штеделя, Франкфурт-на-Майні
- Оттілі В. Родерштайн, Портрет Гелен Родерштайн (сестри художника), 1890, Музей Штеделя, Франкфурт-на-Майні
- Оттілі В. Родерштайн , Переможець, 1898, Музей Штеделя, Франкфурт-на-Майні
- Оттілі В. Родерштайн, Сестри, 1900, Музей Штеделя, Франкфурт-на-Майні
- Оттілі В. Родерштайн, Стара жінка читає, 1902 р., Музей Штеделя, Франкфурт-на-Майні
- Оттілі В. Родерштайн, Натюрморт з кошиком яблук на столі перед шторою та шпалерами, 1909, Музей Штедель, Франкфурт-на-Майні
- Оттілі В. Родерштайн, Портрет художника Якоба Нуссбаума, 1909 р., Музей Штеделя, Франкфурт-на-Майні
- Оттілі В. Родерштайн, Оголена мала, 1913
- Оттілі В. Родерштайн, Автопортрет зі схрещеними руками, 1926, Музей Штеделя, Франкфурт-на-Майні
- Оттілі В. Родерштайн, Портрет Олексія фон Явленського, 1929, Музей Штеделя, Франкфурт-на-Майні
- Оттілі В. Родерштайн, Троянди на фіолетовому тлі, 1934
- Оттілі В. Родерштайн, Автопортрет із ключами, 1936, Музей Штеделя, Франкфурт-на-Майні

## Виставки
- 1883: Перша виставка в цюріхській художній галереї Генріха Аппенцеллера.[8]
- 1883: Участь з картиною в Паризькому салоні.[12] Після цього до 1914 року Родерштайн представляли щорічно.[8][6]
- 1889: Участь у Всесвітній виставці в Парижі та нагородження срібною медаллю.[12]
- 1890: Перша національна художня виставка Швейцарії в Художньому музеї Берна.[6]
- 1891: Виставка у Франкфуртській художній асоціації. Згодом Родерштайн брала участь у кількох виставках у художній асоціації.[8]
- 1900: Участь у Всесвітній виставці в Парижі та нагородження срібною медаллю.[12]
- 1929: Персональна виставка у Франкфуртській художній асоціації.[6]
- 2012: Німецькі художниці в Парижі близько 1900 року, Муніципальна галерея Люденшайд.
- 2012: Малювання жінок — від Оттілі Родерштайн до Габріеле Мюнтер, Музей Кронбергер Малерколоні.
- 2013: Бути художником! З роботами Емі Редер і Марії фон Гайдер-Швайніц. Музей Гірша, Франкфурт-на-Майні.
- 2020/2021: Оттіліє В. Родерштайн. Відкриття швейцарської художниці заново. Кунстгаус Цюриха.
- 2022: позаштатний художник — художниця Оттілі В. Родерштайн Інститут мистецтв Франкфурта-на-Майні.

## Твори
- Autobiografie von Ottilie Roederstein. In: Bettina Conrad, Ulrike Leuschner (Hrsg.): Führende Frauen Europas — Elga Kerns Standardwerk von 1928/1930. Ernst Reinhard Verlag, München 1999, S. 34–40.[20]

## Вебпосилання
- Бібліографія. Оттілі Родерштайн // Німецька національна бібліотека
- Місто Гофгайм: Біографія Оттілі Родерштайн
- Оттілі Родерштайн німецькою, французькою та італійською //  Історичний словник Швейцарії.
- Ellinor Landmann: Erfolgreich — und dann vergessen: Ottilie W. Roederstein In: «SRF Kultur» 21. Dezember 2020
- Anna Meinecke: Das also ist «männliches Talent»"? Frankfurter Städel zeigt Ottilie W. Roederstein. hessenschau.de, 20. Juli 2022 (plus AUDIO)